# Зимске параолимпијске игре 1976.
Зимске параолимпијске игре 1976. ( швед. Paralympiska vinterspelen 1976  ) биле су прве зимске параолимпијске игре . Одржане су у Ерншелдсвику, у Шведској, од 21. до 28. фебруара 1976. године. Инвалидитети укључени у ову Параолимпијску игру били су слепило и ампутирани људи . Учествовало је 16 земаља са 196 спортиста .  Одржана су такмичења у алпском и нордијском скијању за спортисте са ампутирама и слабовидим спортистима, као и демонстрација у тркама санкама. 
Првобитно су биле познате као 1. Зимске Олимпијске игре за особе са инвалидитетом .  

## Спортови
На овим играма, које су уједно биле и прве Зимске параолимпијске игре, одржана су такмичења само у два спорта, што је означило почетак традиције зимских параолимпијских игара.
- Алпско скијање
- Скијашко трчање